# TJ Start Brno
TJ Start Brno (celým názvem: Tělovýchovná jednota Start Brno) je český fotbalový klub, který sídlí v brněnské čtvrti Lesná. Založen byl v roce 1957. Fotbalový oddíl zaznamenal v 10. letech bezprecedentní úspěch, když v letech 2016–2019 postoupil z městského přeboru postupně o čtyři úrovně až do divize, a roku 2023 i tuto soutěž vyhrál a dostal se do třetí ligy (MSFL). Domácí utkání hraje na brněnském sídlišti Lesná ve svém areálu nad Čertovou roklí.
Tělovýchovná jednota Start Brno zastřešovala v době svého vzniku sedm sportovních odvětví. V současné době provozuje osm sportů – kromě fotbalu ještě florbal, dráhový golf (minigolf), lukostřelbu, nohejbal, turistiku, lyžování a tenis.
Začínali zde Antonín Lukáš a Lukáš Matyska, kteří v dresu Zbrojovky Brno hráli československou, resp. českou ligu. Od roku 2017 klubu pomáhali bývalí prvoligoví hráči Martin Čupr, Petr Čoupek, Tomáš Mica a David Cupák. Mezi významná jména patří také Stanislav Zedníček, který je odchovancem žďárské kopané a nastupoval ve II. lize. Trenérsky ve Startu působil mj. bývalý prvoligový hráč Zdeněk Farmačka (1942–2018). Od 22. března 2019 za klub hrál Petr Švancara.

## Vývoj názvu
- 1957 – TJ Start Brno (Tělovýchovná jednota Start Brno)
- 2016 – TJ Start Brno, z.s. (Tělovýchovná jednota Start Brno, zapsaný spolek)

## Historie

### Do roku 1989
Oddíl byl založen v roce 1957 a už na začátku šedesátých let měl dvě družstva dospělých, jedno družstvo dorostu a jedno družstvo žáků, přičemž všechna tato družstva hrála městské soutěže. O chod oddílu se starali pánové Mikolín, Milan Sládek a Zeman. Ve druhé polovině 70. let 20. století došlo v souvislosti s vybudováním vlastního hřiště k výraznému rozvoji „starťáckého“ fotbalu a počet mládežnických družstev se v tomto období zdvojnásobil. Trenéry mládeže byli v této době Oldřich „Olin“ Kadlec, Petr Kříž, Vavřinec „Vavřa“ Bastl a Miloš Fučík. A-mužstvo se pohybovalo na špici městského přeboru, objevilo se také v I. B třídě, což byla až do roku 2017 nejvyšší soutěž, která se na Lesné hrála. K oporám v tomto období patřili mj. Josef Kadlec (ex-Zbrojovka Brno), bratři Rýcové (Zdeněk Rýc hrál I. ligu za královopolský Spartak), bratři Střelcové, Josef Schön (ex-Zbrojovka Brno, syn Eduarda Schöna), Jara Jelínek a Ivan Sládek. V osmdesátých letech se pod vedením Milana Sládka a Vavře Bastla projevila kvalitní práce s mládeží. Starší dorost bojoval v sezoně 1984/85 jako vítěz jedné z krajských skupin o postup do II. ligy. A-mužstvo se umisťovalo na předních příčkách městského přeboru, ale návrat do krajských soutěží klubu dlouho unikal.

### 90. a 0. léta, potíže s hřištěm
V devadesátých letech hráli muži na pomezí II. a III. třídy. Došlo také k velkým změnám ve vedení fotbalového oddílu. Dlouholetého předsedu Milana Sládka nahradil Zdeněk Vitula a místo „Vavře“ Bastla přišel Ivo Raus st. A-mužstvo převzal bývalý hráč Miroslav Polák, vrátili se někteří odchovanci a úroveň hry se začala zvedat. Od sezony 1996/97 se na Lesné opět hrála I. B třída (v rámci Jihomoravské župy). Jediným problémem těchto i dalších let zůstávala písková hrací plocha.
Na začátku 3. tisíciletí zvítězila přípravka pod vedením Zdeňka Farmačky a Jiřího Pavésky na mezinárodním turnaji ve Francii (2001). Předsedou oddílu se stal Jan Kypr a sekretářem Bohumil Pavéska. S přibývajícím prachem na hřišti ubývalo dětí, které zde byly ochotné hrát a tak byla postupně rušena mládežnická družstva. Nakonec zůstal jen dorost a tento stav se brzy promítl i do výkonnosti A-mužstva, které po sestupu z I. B třídy (2000/01) zanedlouho sestoupilo i z městského přeboru (2004/05) a zastavilo se až v základní třídě (2007/08). Fotbalový oddíl TJ Start Brno balancoval v tomto období na hraně zániku.

### Vzestup (2008–současnost)
A-mužstva se ujala dvojice Zdeněk Farmačka–Jiří Pavéska a poskládala nový tým převážně z dorostenců, kterým na hřišti pomáhal zkušený hráč Startu Vladimír Jozífek. V sezoně 2009/10 se A-mužstvo vrátilo do městského přeboru a došlo ke stabilizaci situace v oddílu. Předsedou TJ se v tomto období stal Ivo Raus st., jemuž se v roce 2012 podařilo zajistit prostředky na zatravnění fotbalového hřiště, které bylo za pomoci členů fotbalového oddílu (B. a J. Pavéskovi) slavnostně otevřeno v srpnu 2013. První utkání se konalo v rámci Memoriálu Milana Sládka, který v roce 2011 tragicky zahynul. Bylo to poslední hřiště brněnského klubu, který se pravidelně účastnil soutěží ČMFS/FAČR, které nemělo travnatý povrch.
Ročník 2013/14 byl prvním, v němž se domácí zápasy hrály na travnatém hřišti. V sezoně 2015/16 zvítězil TJ Start Brno v městském přeboru a po 15 letech se vrátil do I. B třídy Jihomoravského kraje. Vítězná vlna pokračovala i v dalších třech ročnících, kdy TJ Start pokaždé vyhrál tabulku a postoupil do vyšší soutěže. Od sezony 2019/20 tak již hrál čtvrtou ligu. I v divizi se prezentoval slušnými výsledky a propracoval se mezi nejlepší týmy. Ročník 2022/23 pak už Start ovládl a vysloužil si historický postup do třetí ligy, kam ho shodou okolností doprovodil další brněnský klub Tatran Bohunice. Na rozdíl od něj se Lesná v MSFL po prvním ročníku udržela (11. místo) a nastupuje tak i v sezóně MSFL 2024/25, tentokrát společně s postoupivší rezervou Zbrojovky Brno. 

## Zázemí klubu
Ve svých začátcích neměl fotbalový oddíl vlastní hřiště a svá utkání hrál na hřišti Slavoje KNV Brno (později TJ Tesla) – „Na Rybníčku“. V polovině 60. let 20. století se naskytla možnost výstavby sportovního areálu na sídlišti Lesná. V roce 1971 fotbalový oddíl zahájil činnost na vlastním pískovém hřišti, roku 1972 se začalo s výstavbou šaten, které byly dokončeny v roce 1976. Na hřišti s pískovou hrací plochou se hrálo až do roku 2012, od srpna 2013 má TJ Start Brno k dispozici travnatou hrací plochu.

## Umístění v jednotlivých sezonách (fotbal „áčko“)
Stručný přehled
Zdroj: 
- 1980–1981: Brněnský městský přebor
- 1991–1996: Brněnský městský přebor
- 1996–1997: I. B třída Jihomoravské župy – sk. B
- 1997–1998: I. B třída Jihomoravské župy – sk. D
- 1998–1999: I. B třída Jihomoravské župy – sk. C
- 1999–2000: I. B třída Jihomoravské župy – sk. D
- 2000–2001: I. B třída Jihomoravské župy – sk. B
- 2001–2005: Brněnský městský přebor
- 2005–2007: Brněnská městská soutěž
- 2007–2008: Brněnská základní třída
- 2008–2010: Brněnská městská soutěž
- 2010–2016: Brněnský městský přebor
- 2016–2017: I. B třída Jihomoravského kraje – sk. A
- 2017–2018: I. A třída Jihomoravského kraje – sk. A
- 2018–2019: Přebor Jihomoravského kraje
- 2019–2023 : Divize D
- 2023– : MSFL

Jednotlivé ročníky
Zdroj: 
Legenda: Z – zápasy, V – výhry, R – remízy, P – porážky, VG – vstřelené góly, OG – obdržené góly, +/- – rozdíl skóre, B – body, červené podbarvení – sestup, zelené podbarvení – postup, fialové podbarvení – reorganizace, změna skupiny či soutěže.
| Československo (1957 – 1993) |                                         |        |    |    |    |    |     |     |     |    |        |
| Sezóny                       | Liga                                    | Úroveň | Z  | V  | R  | P  | VG  | OG  | +/– | B  | Pozice |
| 1957/58                      | Brněnský městský přebor – sk. B         | 7      | 30 | 4  | 3  | 23 | 43  | 117 | −74 | 11 | 12.    |
| …                            |                                         |        |    |    |    |    |     |     |     |    |        |
| 1980/81                      | Brněnský městský přebor                 | 7      | 30 | 16 | 5  | 9  | 55  | 37  | +18 | 37 | 3.     |
| …                            |                                         |        |    |    |    |    |     |     |     |    |        |
| 1991/92                      | Brněnský městský přebor                 | 8      | 26 | …  | …  | …  | …   | …   | …   |    | 4.     |
| 1992/93                      | Brněnský městský přebor                 | 8      | 26 | 14 | 3  | 9  | 52  | 45  | +7  | 31 | 5.     |
| Česko (1993 – )              |                                         |        |    |    |    |    |     |     |     |    |        |
| Sezóny                       | Liga                                    | Úroveň | Z  | V  | R  | P  | VG  | OG  | +/− | B  | Pozice |
| 1993/94                      | Brněnský městský přebor                 | 8      | 26 | 12 | 5  | 9  | 58  | 51  | +7  | 29 | 5.     |
| 1994/95                      | Brněnský městský přebor                 | 8      | 26 | 13 | 4  | 9  | 55  | 32  | +29 | 35 | 4.     |
| 1995/96                      | Brněnský městský přebor                 | 8      | 26 | 21 | 1  | 4  | 84  | 36  | +48 | 64 | 1.     |
| 1996/97                      | I. B třída Jihomoravské župy – sk. B    | 7      | 26 | 9  | 4  | 13 | 38  | 41  | −3  | 31 | 9.     |
| 1997/98                      | I. B třída Jihomoravské župy – sk. D    | 7      | 25 | 10 | 6  | 9  | 41  | 49  | −8  | 36 | 9.     |
| 1998/99                      | I. B třída Jihomoravské župy – sk. C    | 7      | 26 | 11 | 2  | 13 | 44  | 40  | +4  | 35 | 7.     |
| 1999/00                      | I. B třída Jihomoravské župy – sk. D    | 7      | 26 | 10 | 5  | 11 | 41  | 45  | −4  | 35 | 6.     |
| 2000/01                      | I. B třída Jihomoravské župy – sk. B    | 7      | 26 | 4  | 3  | 19 | 29  | 42  | −6  | 24 | 15.    |
| 2001/02                      | Brněnský městský přebor                 | 8      | 24 | 13 | 4  | 7  | 57  | 36  | +21 | 43 | 3.     |
| 2002/03                      | Brněnský městský přebor                 | 8      | 26 | 8  | 5  | 13 | 35  | 56  | −21 | 29 | 11.    |
| 2003/04                      | Brněnský městský přebor                 | 8      | 26 | 6  | 3  | 17 | 28  | 96  | −68 | 21 | 13.    |
| 2004/05                      | Brněnský městský přebor                 | 8      | 26 | 5  | 2  | 19 | 29  | 94  | −65 | 17 | 14.    |
| 2005/06                      | Brněnská městská soutěž                 | 9      | 22 | 7  | 5  | 10 | 31  | 47  | −16 | 26 | 9.     |
| 2006/07                      | Brněnská městská soutěž                 | 9      | 24 | 7  | 1  | 16 | 38  | 75  | −37 | 22 | 13.    |
| 2007/08                      | Brněnská základní třída                 | 10     | 20 | 17 | 0  | 3  | 95  | 18  | +77 | 51 | 1.     |
| 2008/09                      | Brněnská městská soutěž                 | 9      | 24 | 13 | 2  | 9  | 59  | 42  | +17 | 41 | 4.     |
| 2009/10                      | Brněnská městská soutěž                 | 9      | 26 | 21 | 2  | 3  | 105 | 28  | +77 | 65 | 1.     |
| 2010/11                      | Brněnský městský přebor                 | 8      | 26 | 11 | 4  | 11 | 47  | 53  | −6  | 37 | 7.     |
| 2011/12                      | Brněnský městský přebor                 | 8      | 26 | 11 | 4  | 11 | 45  | 44  | +1  | 37 | 8.     |
| 2012/13                      | Brněnský městský přebor                 | 8      | 26 | 7  | 5  | 14 | 52  | 73  | −21 | 26 | 10.    |
| 2013/14                      | Brněnský městský přebor                 | 8      | 26 | 15 | 4  | 7  | 81  | 39  | +42 | 49 | 3.     |
| 2014/15                      | Brněnský městský přebor                 | 8      | 26 | 11 | 6  | 9  | 71  | 56  | +15 | 39 | 7.     |
| 2015/16                      | Brněnský městský přebor                 | 8      | 24 | 21 | 0  | 3  | 97  | 36  | +61 | 63 | 1.     |
| 2016/17                      | I. B třída Jihomoravského kraje – sk. A | 7      | 26 | 22 | 1  | 3  | 91  | 25  | +66 | 67 | 1.     |
| 2017/18                      | I. A třída Jihomoravského kraje – sk. A | 6      | 26 | 22 | 3  | 1  | 92  | 26  | +66 | 69 | 1.     |
| 2018/19                      | Přebor Jihomoravského kraje             | 5      | 30 | 21 | 4  | 5  | 91  | 33  | +58 | 67 | 1.     |
| 2019/20                      | Divize D                                | 4      | 13 | 7  | 0  | 6  | 38  | 33  | +5  | 22 | 7.     |
| 2020/21                      | Divize D                                | 4      | 9  | 4  | 2  | 3  | 15  | 15  | 0   | 14 | 7.     |
| 2021/22                      | Divize D                                | 4      | 26 | 14 | 7  | 5  | 55  | 29  | +26 | 49 | 4.     |
| 2022/23                      | Divize D                                | 4      | 26 | 20 | 3  | 3  | 63  | 22  | +41 | 63 | 1.     |
| 2023/24                      | Moravskoslezská fotbalová liga          | 3      | 34 | 12 | 8  | 14 | 48  | 56  | -8  | 44 | 11.    |
| 2024/25                      | Moravskoslezská fotbalová liga          | 3      | 34 | 11 | 10 | 13 | 49  | 58  | -9  | 43 | 11.    |

Poznámky:
- 1957/58: Tento ročník byl hrán tříkolově a mužstvo vystupovalo jako TJ Jiskra Jundrov „B“.[9]
- 1997/98: Chybí výsledek jednoho utkání.[15]
- 2019/20 a 2020/21: Tyto sezony byly předčasně ukončeny z důvodu pandemie covidu-19 v Česku.

## TJ Start Brno „B“ (fotbal)
TJ Start Brno „B“ je rezervním týmem Startu, který se pohybuje v městských soutěžích. Jeho historie sahá do 60. let 20. století. Od roku 2017 nastupuje v brněnském městském přeboru (II. třída okresu Brno-město, osmá liga), kde ještě o dva roky dříve hrál A-tým.

### Umístění v jednotlivých sezonách
Stručný přehled
Zdroj: 
- 1993–1994: Brněnská městská soutěž
- 1996–1998: Brněnská městská soutěž
- 2001–2009: bez soutěže
- 2009–2011: Brněnská základní třída
- 2011–2012: Brněnská městská soutěž – sk. B
- 2012–2017: Brněnská městská soutěž
- 2017– : Brněnský městský přebor

Jednotlivé ročníky
Zdroj: 
Legenda: Z – zápasy, V – výhry, R – remízy, P – porážky, VG – vstřelené góly, OG – obdržené góly, +/- – rozdíl skóre, B – body, červené podbarvení – sestup, zelené podbarvení – postup, fialové podbarvení – reorganizace, změna skupiny či soutěže
| Česko (1993 – ) |                                              |                                              |                                              |                                              |                                              |                                              |                                              |                                              |                                              |                                              |                                              |
| Sezóny          | Liga                                         | Úroveň                                       | Z                                            | V                                            | R                                            | P                                            | VG                                           | OG                                           | +/–                                          | B                                            | Pozice                                       |
| 1993/94         | Brněnská městská soutěž                      | 9                                            | 26                                           | 9                                            | 4                                            | 13                                           | 47                                           | 73                                           | −26                                          | 22                                           | 9.                                           |
| …               |                                              |                                              |                                              |                                              |                                              |                                              |                                              |                                              |                                              |                                              |                                              |
| 1996/97         | Brněnská městská soutěž                      | 9                                            | 26                                           | 7                                            | 6                                            | 13                                           | 43                                           | 62                                           | −19                                          | 27                                           | 13.                                          |
| 1997/98         | Brněnská městská soutěž                      | 9                                            | 26                                           | 13                                           | 3                                            | 10                                           | 65                                           | 61                                           | +4                                           | 42                                           | 5.                                           |
| …               |                                              |                                              |                                              |                                              |                                              |                                              |                                              |                                              |                                              |                                              |                                              |
| 2001–2009       | B-mužstvo nebylo přihlášeno v žádné soutěži. | B-mužstvo nebylo přihlášeno v žádné soutěži. | B-mužstvo nebylo přihlášeno v žádné soutěži. | B-mužstvo nebylo přihlášeno v žádné soutěži. | B-mužstvo nebylo přihlášeno v žádné soutěži. | B-mužstvo nebylo přihlášeno v žádné soutěži. | B-mužstvo nebylo přihlášeno v žádné soutěži. | B-mužstvo nebylo přihlášeno v žádné soutěži. | B-mužstvo nebylo přihlášeno v žádné soutěži. | B-mužstvo nebylo přihlášeno v žádné soutěži. | B-mužstvo nebylo přihlášeno v žádné soutěži. |
| 2009/10         | Brněnská základní třída                      | 10                                           | 16                                           | 7                                            | 1                                            | 8                                            | 38                                           | 36                                           | +2                                           | 22                                           | 4.                                           |
| 2010/11         | Brněnská základní třída                      | 10                                           | 18                                           | 8                                            | 3                                            | 7                                            | 52                                           | 44                                           | +8                                           | 27                                           | 4.                                           |
| 2011/12         | Brněnská městská soutěž – sk. B              | 9                                            | 16                                           | 6                                            | 4                                            | 6                                            | 32                                           | 34                                           | −2                                           | 22                                           | 5.                                           |
| 2011/12         | Brněnská městská soutěž – o umístění         | 9                                            | 7                                            | 3                                            | 1                                            | 3                                            | 24                                           | 15                                           | +9                                           | 10                                           | 4.                                           |
| 2012/13         | Brněnská městská soutěž                      | 9                                            | 26                                           | 6                                            | 3                                            | 17                                           | 60                                           | 86                                           | −26                                          | 21                                           | 13.                                          |
| 2013/14         | Brněnská městská soutěž                      | 9                                            | 20                                           | 11                                           | 3                                            | 6                                            | 37                                           | 30                                           | +7                                           | 36                                           | 3.                                           |
| 2014/15         | Brněnská městská soutěž                      | 9                                            | 22                                           | 12                                           | 4                                            | 6                                            | 54                                           | 27                                           | +27                                          | 40                                           | 3.                                           |
| 2015/16         | Brněnská městská soutěž                      | 9                                            | 20                                           | 8                                            | 1                                            | 11                                           | 50                                           | 55                                           | −5                                           | 25                                           | 8.                                           |
| 2016/17         | Brněnská městská soutěž                      | 9                                            | 24                                           | 20                                           | 1                                            | 3                                            | 82                                           | 38                                           | +44                                          | 61                                           | 1.                                           |
| 2017/18         | Brněnský městský přebor                      | 8                                            | 26                                           | 6                                            | 7                                            | 13                                           | 44                                           | 65                                           | −21                                          | 25                                           | 12.                                          |
| 2018/19         | Brněnský městský přebor                      | 8                                            | 26                                           | 10                                           | 6                                            | 10                                           | 60                                           | 56                                           | +4                                           | 36                                           | 9.                                           |
| 2019/20         | Brněnský městský přebor                      | 8                                            | 12                                           | 4                                            | 2                                            | 6                                            | 32                                           | 44                                           | −12                                          | 14                                           | 9.                                           |
| 2020/21         | Brněnský městský přebor                      | 8                                            | 10                                           | 6                                            | 2                                            | 2                                            | 24                                           | 15                                           | +9                                           | 20                                           | 4.                                           |
| 2021/22         | Brněnský městský přebor                      | 8                                            | 26                                           | 18                                           | 5                                            | 3                                            | 92                                           | 35                                           | +57                                          | 59                                           | 3.                                           |
| 2022/23         | Brněnský městský přebor                      | 8                                            | 26                                           | 11                                           | 4                                            | 11                                           | 73                                           | 66                                           | +7                                           | 37                                           | 7.                                           |

Poznámky:
- 2010/11: Po sezoně byla zrušena Brněnská základní třída (IV. třída), nejnižší brněnskou soutěží je od sezony 2011/12 Brněnská městská soutěž (III. třída).[19]
- 2019/20 a 2020/21: Tyto sezony byly předčasně ukončeny z důvodu pandemie covidu-19 v Česku.